# Liolaemus ramirezae
Espèce
Statut de conservation UICN

 LC  : Préoccupation mineure
Liolaemus ramirezae est une espèce de sauriens de la famille des Liolaemidae.

## Répartition
Cette espèce est endémique d'Argentine. Elle se rencontre dans les provinces de Tucumán, de Salta et de Catamarca. On la trouve entre 2 800 et 3 200 m d'altitude.

## Description
C'est un saurien ovipare.

## Étymologie
Cette espèce est nommée en l'honneur de Martha Patricia Ramirez-Pinilla.

## Publication originale
- Lobo & Espinoza, 1999 : Two new cryptic species of Liolaemus (Iguania: Tropiduridae) from northwestern Argentina: resolution of the purported reproductive bimodality of Liolaemus alticolor. Copeia, vol. 1999, no 1, p. 122-140.